# بانوی حیله‌گر
بانوی حیله‌گر (به انگلیسی: Foxy Lady) یک فیلم کمدی کانادایی محصول سال ۱۹۷۱ به کارگردانی ایوان رایتمن است. این اولین فیلم بلند رایتمن بود و همچنین اولین حضور یوجین لوی و آندرئا مارتین در فیلم بود.

## داستان
هیرو یک پسر خوب است که به همه در مشکلات کمک می‌کند و لیاندر ثروتمندترین دختر جهان است. آنها ملاقات می‌کنند و عاشق هم می‌شوند.

## بازیگران
- آلن گوردون در نقش هیرو
- سیلویا فیگل در نقش لیاندر
- رابرت مک هیدی در نقش آقای استفنز
- پاتریک باکسیل در نقش آقای سمن
- نیکول مورین به عنوان کارگردان
- جینو ماروکو در نقش دوچرخه‌سوار
- آرک مک دانل در نقش دکتر سالتزمن
- میرا پاولوک در نقش آلیس
- آندرئا مارتین در نقش دختر همسایه